# Barrio La Providencia
Conocido como el segundo barrio de Pereira, ciudad de Colombia, el Barrio La Providencia fue fundado por una sociedad de ciudadanos pereiranos que vieron la necesidad de crear vivienda en las afueras de la ciudad a causa del desplazamiento de personas del campo para la ciudad por culpa de la violencia de la década de 1950.
El fundador fue el ingeniero civil Rafael Agudelo Correa, quien en el año de 1946 creó la Sociedad de Construcciones Obreras Económicas Barrio de la Providencia y un año después se convirtió en Cooperativa de Habitaciones Obreras Económicas del Barrio de la Providencia.
En dedicatoria del fundador en su libro de poemas "Gajo de Poesías" (Ed. Heraldo-Pereira) queda plasmado el espíritu con el que se construyó el barrio:"No solamente mi nervio, sino un poco de espíritu, para los obreros que en avanzada cristiana de reivindicación, han cooperado con su entendimiento y lucha a la realidad del Barrio de La Providencia".
Uno de los fundadores fue el odontólogo Miguel Ángel Urrego Alzate, quien funcionó como tesorero y aportó mucho de su empeño para la construcción del barrio.
El busto del padre fundador del Barrio la Providencia, el cual fue pagado y mandado a hacer por Miguel está en espera por una placa conmemorativa donde se leerá el nombre de todos las personas responsables por la fundación de la cooperativa creadora del Barrio.
- Datos: Q5720589